# Passiflora tucumanensis
Passiflora tucumanensis Hook. – gatunek rośliny z rodziny męczennicowatych (Passifloraceae Juss. ex Kunth in Humb.). Występuje naturalnie w Boliwii, Paragwaju oraz północnej części Argentyny. 

## Morfologia
PokrójZdrewniałe, trwałe, nagie liany.
LiściePotrójnie lub pięcio klapowane, sercowate u podstawy. Mają 2,5–6 cm długości oraz 2–8 cm szerokości. Ząbkowane, z ostrym wierzchołkiem. Ogonek liściowy jest nagi i ma długość 10–30 mm. Przylistki są owalne o długości 12–30 mm.
KwiatyPojedyncze lub zebrane w pary. Działki kielicha są podłużne, zielonobiaławe, mają 1-2,8 cm długości. Płatki są podłużne, białe, mają 1–2,6 cm długości. Przykoronek ułożony jest w 4–5 rzędach, biało-fioletowy, ma 1–20 mm długości.
OwoceMają jajowaty lub kulisty kształt. Mają 2–5 cm długości i 1–4 cm średnicy.

## Biologia i ekologia
Występuje wśród roślinności krzewiastej na wysokości do 2800 m n.p.m.